# 1501 w literaturze
Wydarzenia literackie w 1501 roku.

## Nowe poezje
- Marko Marulić – Judita

## Nowe dramaty
- Konrad Celtes, Ludus Dianae

## Urodzili się
- Garcilaso de la Vega, hiszpański poeta (zm. 1536)

## Zmarli
- Džore Držić, chorwacki poeta
- Ali Szer Nizamaddin Nawoi, uzbecki pisarz